# Rousillon Rupes

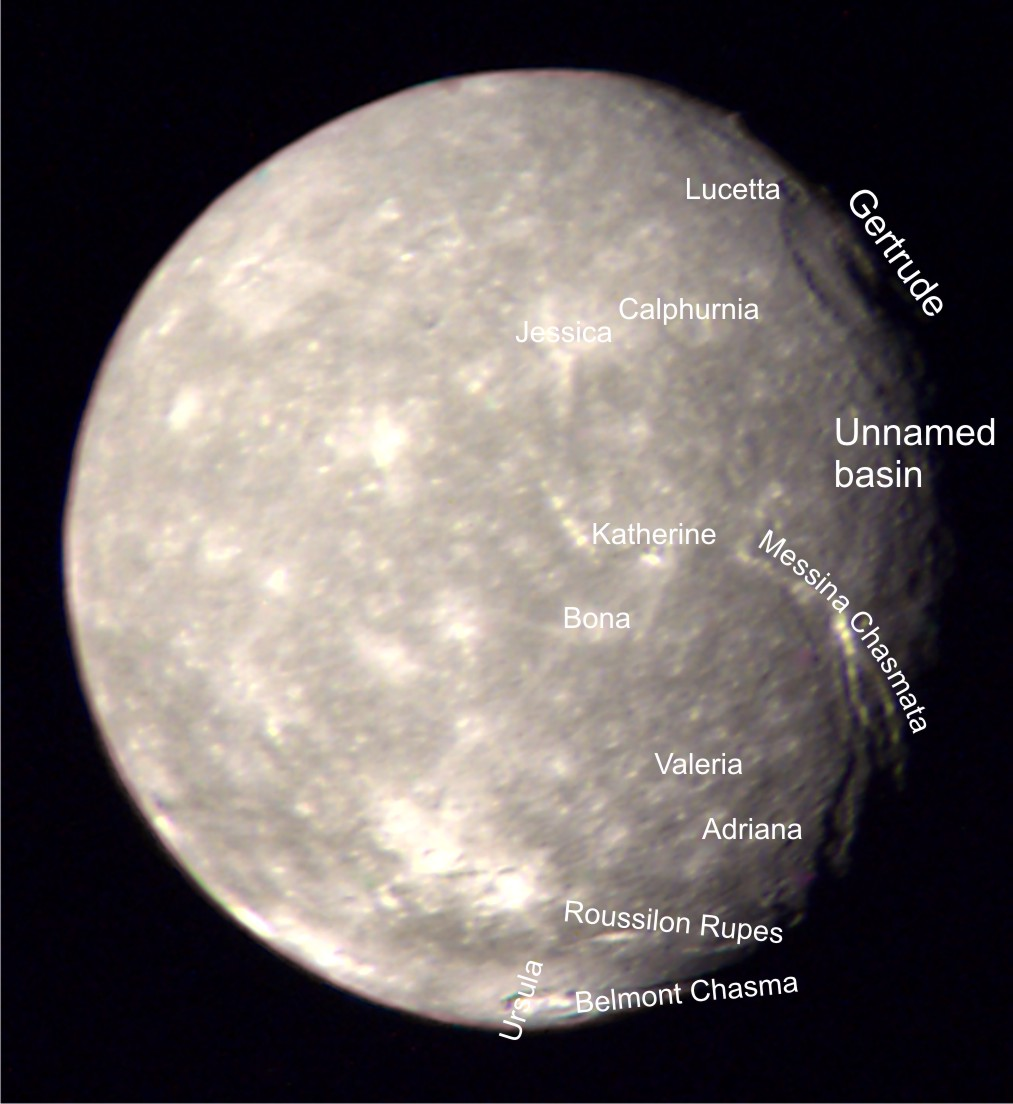
Imagem de Titânia obtida pela Voyager 2, com Rousillon Rupes na parte de baixo logo acima da cratera Ursula.

Rousillon Rupes é uma escarpa na superfície de Titânia, satélite natural de Urano. Recebeu o nome de um lugar da obra de William Shakespeare All's Well That Ends Well. Possui 402 km de extensão.
Rousillon Rupes corta várias crateras, o que significa que foi formado mais recentemente na evolução da lua, quando o interior de Titânia se expandiu e sua crosta de gelo rachou como resultado. Rousillon Rupes possui poucas crateras sobrepostas, o que também implica uma idade pequena. Foi fotografado pela primeira vez pela sonda Voyager 2 em janeiro de 1986.